# Kōshō-ji (Nagoya)
Pour les articles homonymes, voir Kōshō-ji.
Le Kōshō-ji (興正寺) est un temple Shingon situé à Yagoto, Nagoya, au centre du Japon. Il fait partie de la route du pèlerinage des trente-trois Kannon d'Owari dont il est d'ailleurs la dernière étape.

## Histoire
Le temple est fondé par le  clan Tokugawa au XVIIe siècle. Le temple et le terrain de son cimetière attenant sont situés dans la forêt sur la colline de Yagoto. Le complexe se compose d'un certain nombre de bâtiments en bois, dont une pagode à quatre étages achevée en 1808.
Le « festival annuel des 1000 lanternes » de la Lune des moissons se tient au Kōshō-ji. De populaires petits marchés aux puces ont lieu le 5 et le 13 de chaque mois.
La zone autour du temple compte de nombreux restaurants tels le Kani-Doraku, des bars et des boutiques fréquentés par les touristes et les étudiants des proches établissements d'enseignement supérieur (Université de Nagoya, université Chukyo, université Nanzan et université Meijo (en)).

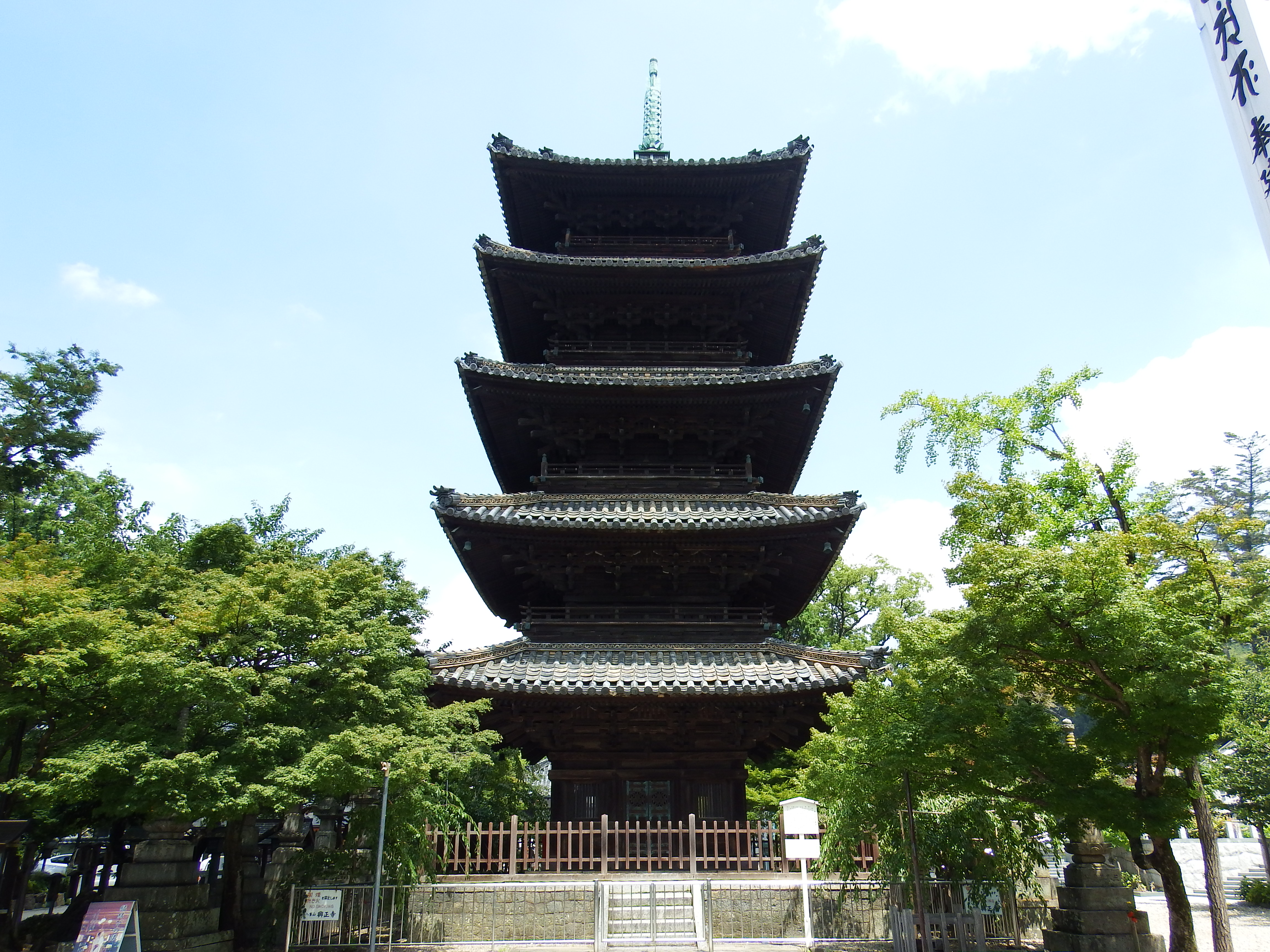
pagode à cinq étages du temple.
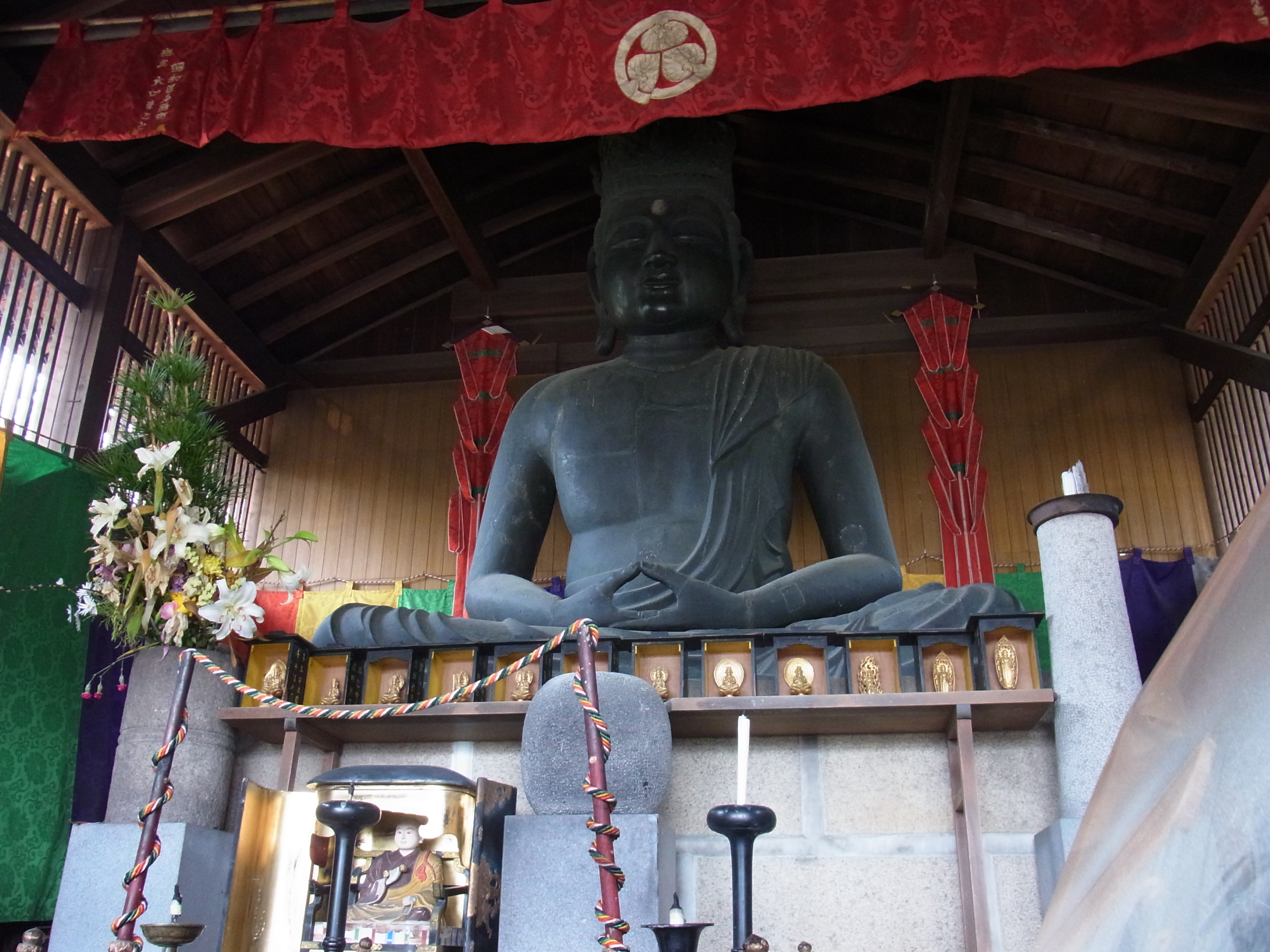
Statue de Dainichi Nyorai (Vairocana).
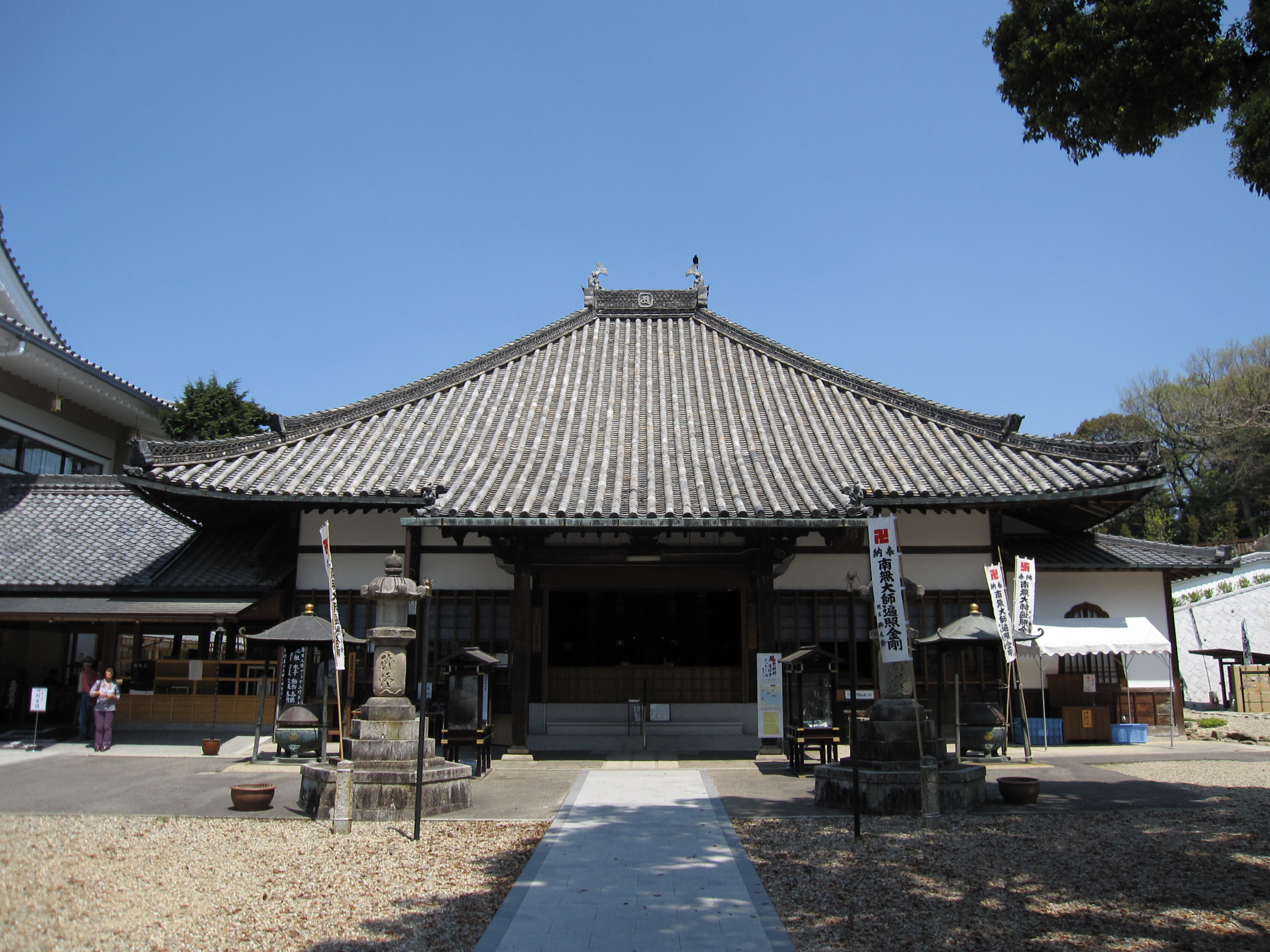
Un des bâtiments consacrés à la prière.